# Шон Дајч
Шон Марк Дајч (енгл. Sean Mark Dyche; Кетеринг, 28. јун 1971) енглески је фудбалски тренер и бивши фудбалер.
Током своје играчка каријере, Дајч је био централни бек. Професионални деби је имао 1990. године представљајући Честерфилд. У том клубу је био капитен, а успео да их одведе и до полуфинала ФА купа. Играо је за још Бристол сити, Лутон таун, Милвол, Вотфорд и Нортхемптон таун. Остварио је промоцију у виши ранг такмичења са три клуба. Након што је „окачио копачке о клин” 2007. године, Дајч је започео своју тренерску каријеру и то у Вотфорду. Са Стршљеновима је сарађивао једну сезону пре но што је прешао у Бернли октобра 2012. Од тада, Дајч је водио клуб до две промоције у Премијер лиги.

## Тренерска каријера

### Вотфорд
Након што је завршио играчку каријеру, Дајч се вратио у Вотфорд 2007. године као тренер омладинаца. Помоћни тренер је постао јула 2009. када је Малки Макеј именован за новог тренера Вотфорда. У јуну 2011, Макеј је напустио клуб како би се придружио Кардиф ситију а Дајч је прокламован у новог тренера. Вотфорд је сезону 2011/12. завршио на 11. месту у Чемпионшипу што је био најбољи клупски лигашки поредак у последње четири године. Међутим, промена власништва клуба довела је до тога да Дајч напусти клуб на крају сезоне.

### Бернли
Дајч је октобра 2012. именован за тренера Бернлија, тиме наследивши Едија Хауа који је отишао у Борнмут. Дајч је био добитник награде за најбољег тренера месеца у Чемпионшипу за септембар 2013. и касније је те сезоне одвео Бернли у Премијер лигу након четири године који су провели у нижем рангу. Међутим, у најјачој енглеској лиги остали су само једну сезону пошто су испали у трећем колу пре краја првенства. Дана 5. фебруара 2016, продужио је уговор са клубом. Други пут је водио Бернли до Премијер лиге и то у сезони 2015/16. Промоција је остворена у победи над Квинс парк рејнџерсима од 1 : 0 на Турф муру другог маја.
Дана 23. јануара 2018, Дајч је потписао нови уговор са Кларетсима који га везује на сарадњу до лета 2022. Те сезоне је Бернли завршио на седмом месту у Премијер лиги. Тај пласман је омогућио Бернлију да учествује у квалификацијама за такмичење у Европи наредне сезоне што ниједном тренеру Бернлија није пошло за руком већ пола века. Бернли је исте сезоне остварио свој најбољи пласман још од 1974. године када је завршио на шестом месту у енглеској Првој дивизији.
Након десет година на клупи Бернлија добио је отказ у априлу 2022. године, у периоду када се Бернли борио за опстанак у Премијер лиги.

## Статистике као играч
| Клуб                   | Сезона    | Лига             | Лига    | Лига   | ФА куп  | ФА куп | Лига куп | Лига куп | Остало  | Остало | Укупно  | Укупно |
| Клуб                   | Сезона    | Дивизија         | Наступи | Голови | Наступи | Голови | Наступи  | Голови   | Наступи | Голови | Наступи | Голови |
| ---------------------- | --------- | ---------------- | ------- | ------ | ------- | ------ | -------- | -------- | ------- | ------ | ------- | ------ |
| Нотингем форест        | 1989/90.  | Прва дивизија    | 0       | 0      | 0       | 0      | 0        | 0        | —       | —      | 0       | 0      |
| Честерфилд             | 1989/90.  | Четврта дивизија | 22      | 2      | —       | —      | —        | —        | 3       | 0      | 25      | 2      |
| Честерфилд             | 1990/91.  | Четврта дивизија | 28      | 2      | 1       | 0      | 1        | 0        | 2       | 0      | 32      | 2      |
| Честерфилд             | 1991/92.  | Четврта дивизија | 42      | 3      | 1       | 0      | 2        | 0        | 1       | 0      | 46      | 3      |
| Честерфилд             | 1992/93.  | Трећа дивизија   | 20      | 1      | 0       | 0      | 0        | 0        | 2       | 0      | 22      | 1      |
| Честерфилд             | 1993/94.  | Трећа дивизија   | 20      | 0      | 1       | 0      | 2        | 0        | 2       | 0      | 25      | 0      |
| Честерфилд             | 1994/95.  | Трећа дивизија   | 22      | 0      | 2       | 0      | 0        | 0        | 3       | 0      | 27      | 0      |
| Честерфилд             | 1995/96.  | Друга дивизија   | 41      | 0      | 2       | 0      | 2        | 0        | 3       | 0      | 48      | 0      |
| Честерфилд             | 1996/97.  | Друга дивизија   | 36      | 0      | 6       | 1      | 2        | 0        | 0       | 0      | 44      | 1      |
| Честерфилд             | Укупно    | Укупно           | 231     | 8      | 13      | 1      | 9        | 0        | 16      | 0      | 269     | 9      |
| Бристол сити           | 1997/98.  | Друга дивизија   | 11      | 0      | 0       | 0      | 1        | 0        | 0       | 0      | 12      | 0      |
| Бристол сити           | 1998/99.  | Прва дивизија    | 6       | 0      | 0       | 0      | 2        | 0        | —       | —      | 8       | 0      |
| Бристол сити           | Укупно    | Укупно           | 17      | 0      | 0       | 0      | 3        | 0        | 0       | 0      | 20      | 0      |
| Лутон таун (позајмица) | 1998/99.  | Друга дивизија   | 14      | 1      | —       | —      | —        | —        | 1       | 0      | 15      | 1      |
| Милвол                 | 1999/00.  | Друга дивизија   | 1       | 0      | 0       | 0      | 0        | 0        | 0       | 0      | 1       | 0      |
| Милвол                 | 2000/01.  | Друга дивизија   | 33      | 0      | 2       | 0      | 1        | 0        | 0       | 0      | 36      | 0      |
| Милвол                 | 2001/02.  | Прва дивизија    | 35      | 3      | 2       | 0      | 2        | 0        | —       | —      | 39      | 3      |
| Милвол                 | Укупно    | Укупно           | 69      | 3      | 4       | 0      | 3        | 0        | 0       | 0      | 76      | 3      |
| Вотфорд                | 2002/03.  | Прва дивизија    | 24      | 0      | 0       | 0      | 1        | 0        | —       | —      | 25      | 0      |
| Вотфорд                | 2003/04.  | Прва дивизија    | 25      | 0      | 1       | 0      | 1        | 0        | —       | —      | 27      | 0      |
| Вотфорд                | 2004/05.  | Чемпионшип       | 23      | 0      | 0       | 0      | 3        | 0        | —       | —      | 26      | 0      |
| Вотфорд                | Укупно    | Укупно           | 72      | 0      | 1       | 0      | 5        | 0        | —       | —      | 78      | 0      |
| Нортхемптон таун       | 2005/06.  | Лига два         | 35      | 0      | 1       | 0      | 2        | 0        | 0       | 0      | 38      | 0      |
| Нортхемптон таун       | 2006/07.  | Лига један       | 21      | 0      | 2       | 0      | 1        | 0        | 0       | 0      | 24      | 0      |
| Нортхемптон таун       | Укупно    | Укупно           | 56      | 0      | 3       | 0      | 3        | 0        | 0       | 0      | 62      | 0      |
| Свеукупно              | Свеукупно | Свеукупно        | 459     | 12     | 21      | 1      | 23       | 0        | 17      | 0      | 520     | 13     |

1. ↑  Наступи у плеј-офу Четврте дивизије.
2. 1 2  Наступи у Купу чланова Фудбалског савеза Енглеске.
3. 1 2 3 4 5  Наступи у Фудбалској лиги Трофеј.

## Статистике као тренер
Ажурирано 15. априла 2022.
| Клун    | Од                | До              | Рекорд | Рекорд | Рекорд | Рекорд | Рекорд | Реф.   |
| Клун    | Од                | До              | О      | П      | Н      | И      | П %    | Реф.   |
| ------- | ----------------- | --------------- | ------ | ------ | ------ | ------ | ------ | ------ |
| Вотфорд | 21. јун 2011.     | 6. јул 2012.    | 49     | 17     | 17     | 15     | 034,69 | [ 23 ] |
| Бернли  | 30. октобар 2012. | 15. април 2022. | 425    | 149    | 118    | 158    | 035,1  | [ 23 ] |
| Укупно  | Укупно            | Укупно          | 474    | 166    | 135    | 173    | 035,0  |        |

## Референца
1. 1 2  Hugman, Barry J., ур. (2003). The PFA Footballers' Who's Who 2003/2004. Queen Anne Press. стр. 128. ISBN 1-85291-651-6.
2. ↑  „Шон Дајч”. Barry Hugman's Footballers. Приступљено 27. 5. 2019.
3. ↑  „Burnley sack Sean Dyche in midst of Premier League relegation battle”. the Guardian (на језику: енглески). 15. 4. 2022.
4. ↑  „Sean Dyche — мечеви у сезони 1989/1990”. Soccerbase. Centurycomm. Приступљено 5. 6. 2014.
5. ↑  „Games played by Sean Dyche in 1989/1990”. Sky is Blue. Архивирано из оригинала 24. 11. 2020. г. Приступљено 5. 6. 2014.
6. ↑  „Games played by Sean Dyche in 1990/1991”. Sky is Blue. Архивирано из оригинала 24. 11. 2020. г. Приступљено 5. 6. 2014.
7. ↑  „Games played by Sean Dyche in 1991/1992”. Sky is Blue. Архивирано из оригинала 24. 11. 2020. г. Приступљено 5. 6. 2014.
8. ↑  „Games played by Sean Dyche in 1992/1993”. Sky is Blue. Архивирано из оригинала 24. 11. 2020. г. Приступљено 5. 6. 2014.
9. ↑  „Games played by Sean Dyche in 1993/1994”. Sky is Blue. Архивирано из оригинала 24. 11. 2020. г. Приступљено 5. 6. 2014.
10. ↑  „Games played by Sean Dyche in 1994/1995”. Sky is Blue. Архивирано из оригинала 24. 11. 2020. г. Приступљено 5. 6. 2014.
11. ↑  „Games played by Sean Dyche in 1995/1996”. Sky is Blue. Архивирано из оригинала 24. 11. 2020. г. Приступљено 5. 6. 2014.
12. ↑  „Games played by Sean Dyche in 1996/1997”. Sky is Blue. Архивирано из оригинала 24. 11. 2020. г. Приступљено 5. 6. 2014.
13. ↑  „Sean Dyche — мечеви у сезони 1997/1998”. Soccerbase. Centurycomm. Приступљено 5. 6. 2014.
14. 1 2  „Sean Dyche — мечеви у сезони 1998/1999”. Soccerbase. Centurycomm. Приступљено 5. 6. 2014.
15. ↑  „Sean Dyche — мечеви у сезони 1999/2000”. Soccerbase. Centurycomm. Приступљено 5. 6. 2014.
16. ↑  „Sean Dyche — мечеви у сезони 2000/2001”. Soccerbase. Centurycomm. Приступљено 5. 6. 2014.
17. ↑  „Sean Dyche — мечеви у сезони 2001/2002”. Soccerbase. Centurycomm. Приступљено 5. 6. 2014.
18. ↑  „Sean Dyche — мечеви у сезони 2002/2003”. Soccerbase. Centurycomm. Приступљено 5. 6. 2014.
19. ↑  „Sean Dyche — мечеви у сезони 2003/2004”. Soccerbase. Centurycomm. Приступљено 5. 6. 2014.
20. ↑  „Sean Dyche — мечеви у сезони 2004/2005”. Soccerbase. Centurycomm. Приступљено 5. 6. 2014.
21. ↑  „Sean Dyche — мечеви у сезони 2005/2006”. Soccerbase. Centurycomm. Приступљено 5. 6. 2014.
22. ↑  „Sean Dyche — мечеви у сезони 2006/2007”. Soccerbase. Centurycomm. Приступљено 5. 6. 2014.
23. 1 2  „Managers: Sean Dyche”. Soccerbase. Centurycomm. Приступљено 17. 8. 2019.